# Euplexia albiplaga
Euplexia albiplaga là một loài bướm đêm trong họ Noctuidae.